# Rio Paulaya
Paulaya é um rio que atravessa o território de Honduras, na América Central.